# Traquet de Finsch
Oenanthe finschii
Espèce
Statut de conservation UICN

 LC  : Préoccupation mineure
Le Traquet de Finsch (Oenanthe finschii) est une espèce de passereau appartenant à la famille des Muscicapidae.

## Sous-espèces
D'après Alan P. Peterson, il existe deux sous-espèces :
- Oenanthe finschii barnesi  (Oates, 1890)
- Oenanthe finschii finschii  (Heuglin, 1869)